# Ескі-Юрт
Ескі-Юрт (крим. Eski Yurt, з 1945 — Підгородне, також Кізякова дача, Кізяки) — стародавнє селище часів Золотої Орди, до 1970-х років окреме село, зараз — західний мікрорайон Бахчисарая.

## Історія
Топонім Ескі-Юрт в перекладі означає «старе становище» або «стара ставка», що вказує на те, що це місто старіше, ніж ханська столиця Бахчисарай, що була заснована в XVI столітті.

### Кладовище Кирк-Азізлер
На околиці селища довгий час існувало велике кладовище золотоординської епохи під назвою Кирк-Азізлер. Він був одним із найбільших і найдавніших мусульманських цвинтарів в Криму, що свідчило про роль поселення, біля якого воно розміщувалось.

### Азіз Малік-Аштера
Недалеко від селища був розташований Азіз Малік-Аштера, де і стояло суфійське текіє. За повір'ями тут був похований Малік аль-Аштар — легендарний герой епохи халіфату. Вважалося, що молитва на могилі Малік-Аштера здатна зцілювати хворих (наприклад тих, хто постраждав від укусу отруйних тварин).
Згідно з місцевими переказами, Малік-Аштер вперше прославився, перемігши дракона в Ємені, а згодом із великим військом вирушив проповідувати іслам на Волгу і до Криму. Досягнувши там успіху, Малік-Аштер продовжив шлях до Дністра. В цих краях йому довелося битися з королем-велетнем на ім'я Салсал. Малік-Аштер переміг його, але й сам був вражений ворожою стрілою. Смертельно поранений, він дістався до Криму і помер, а могила його до часу була прихована від очей непосвячених.
Пізніше місце його поховання відкрив хан Мехмед II Ґерай (за іншою версією — шейх накшбендійского суфійського тарикату). Як свідчить легенда, хан виявив у землі плиту з давніми письменами, коли збирався побудувати для себе мавзолей. На ній було написано про те, що тут покоїться Малік-Аштер. Тоді він передумав будувати власну гробницю і замість того облаштував могилу славетного подвижника — Азіза, спорудивши поруч з нею прикрашене мармуром текіє.
Культовий центр на Азізі, відвідуваний безліччю паломників, існував до 1920-х років. За даними всесоюзного перепису населення 1939 року у селі проживало 916 осіб.
1948 року, після депортації кримських татар, село Ескі-Юрт було перейменовано на Підгородне, згодом включене до міської межі Бахчисарая. Пустирі, що приховували під собою руїни середньовічного поселення, були здебільшого використані під одноповерхову забудову, на майданчику Азіза у 1980-х роках виник стихійний ринок. Пам'ятники архітектури (чотири мавзолеї XIV—XVI століть) у 1963 році взяті на державний облік.

## Сучасний стан
Вулиці містечка та його житлова забудова не збереглась до нашого часу.
З початком репатріації кримськотатарського населення неодноразово порушувалося питання про перенесення стихійного ринку з території мусульманського цвинтаря Азіза. Кримськотатарськими громадськими організаціями пропонувалися різні варіанти використання території. У 2004 році Бахчисарайським державним історико-культурним заповідником був розроблений проект створення державного музею на базі історико-архітектурних пам'яток, що збереглися. У 2006 році ринок був перенесений на нове місце, нині ведеться підготовка до масштабного археологічного дослідження та музеєфікації пам'яток Азіза та прилеглої до них території.

## У літературі
Дія оповідання «Під мінаретами» Михайла Коцюбинського відбувається в селищі Азіз під Бахчисараєм. У той час (початок XX століття), коли письменник відвідав його, воно було одним із центрів духовного життя кримських татар. Письменник згадував про те, що кожного тижня по четвергах у суфійській обителі (текіє), яка розташовувалася тут, збиралися бахчисарайські дервіші; з усіх кінців Криму прибували паломники, а дервіші в ніч народження пророка Мухаммеда виносили напоказ віруючим реліквію Сакал-і-шериф (волосся з бороди пророка), що зберігалася в текіє.
| Сумно, безлюдно в святому місці - Азізі. Пишні “тюрбе” – мавзолеї – самітно сіріють на полі між будяками і грузом, важкі, великі, байдужі, як ті святі та хани, що спочивають під ними. Чорною купою заснув на землі монастир - “теке”, а над ним стоїть мінарет, як білий привид. Не сплять лиш цвіркуни і фонтани, та кліпа очима-зорями небо… Дервіші сходились. Кидали слово-два, тихо, пошепки, й мовкли. Дзвінко дзюрчала вода. Високі тополі все шелестіли. |

## Відомі особистості
У поселенні народився:
- Бекіров Лютфи (* 1928) — кримськотатарський правозахисник.